# Caisse auxiliaire de paiement des allocations de chômage
Pour les articles homonymes, voir CAPAC.
En Belgique, la Caisse auxiliaire de paiement des allocations de chômage ou en abrégé CAPAC est une institution publique de sécurité sociale qui dépend du Service Public Fédéral Emploi, Travail et Concertation sociale. Cette institution a pour objectif l'accompagnement et la prise en charge de l'assuré social désirant bénéficier des allocations de chômage dans sa demande d'allocations et de son dossier administratif; d'informer le bénéficiaire sur ses droits et devoirs, en particulier en ce qui concerne l'inscription comme demandeur d'emploi, et des modalités à remplir et des conditions de forme.
C'est un des organismes payeurs, les autres étant les syndicats en Belgique.